# (33144) 1998 DM7
1998 DM7 (asteroide 33144) é um asteroide da cintura principal. Possui uma excentricidade de 0.09691840 e uma inclinação de 4.78867º.
Este asteroide foi descoberto no dia 22 de fevereiro de 1998 por Spacewatch em Kitt Peak.